# Rhyton

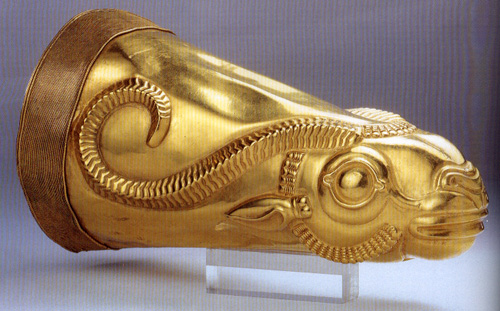
Rhyton uit de Achaemenische periode van het Perzische Rijk

Een rhyton is een drinkbeker die gebruikt werd om vloeistoffen uit te drinken of mee te gieten, bijvoorbeeld in rituelen als libatie. Meestal werden ze versierd met de kop van een dier zoals een stier of een ram. Rhyta werden gebruikt in grote delen van het oude Eurazië, vooral in het Midden-Oosten en zuidoost-Europa.
De konische rhyton is al bekend in het gebied rondom de Egeïsche Zee sinds de bronstijd (2e millennium voor Christus) maar beperkte zich niet alleen tot dit gebied. De in vorm gelijk aan, misschien wel afkomstig van, een drinkhoorn, was wijdverspreid in Eurazie sinds de prehistorie.